# Donald et le Fakir
Pour plus de détails, voir Fiche technique et Distribution.
Donald et le Fakir (The Eyes Have It) est un dessin animé de la série des Donald Duck produit par Walt Disney pour RKO Radio Pictures sorti le 30 mars 1945.

## Synopsis
Donald a fait l'acquisition de matériel pour hypnotiser: des lunettes hypnotiques et leur manuel d'utilisation. Il décide de choisir Pluto comme premier sujet, vu qu'il faut une faible intelligence. Il l'hypnotise en lui ordonnant tout d'abord d'être une souris, puis une tortue, avant d'être une poule poursuivant un vers puis un lion. Mais à ce moment Donald casse les lunettes hypnotiques ...

## Fiche technique
- Titre original : The Eyes Have It
- Titre français : Donald et le Fakir[1]
- Série : Donald Duck
- Voix : Clarence Nash (Donald) et Pinto Colvig (Pluto)
- Producteur : Walt Disney
- Réalisateur : Jack Hannah
- Scénaristes : Bill Berg et Ralph Wright
- Animateurs : Bob Carlson, Hugh Fraser, Don Patterson et John F. Reed
- Layout : Yale Gracey
- Background : Thelma Witmer
- Musique : Paul J. Smith
- Société de production : Walt Disney Productions
- Société de distribution : RKO Radio Pictures
- Date de sortie : 30 mars 1945[2]
- Format d'image : couleur (Technicolor)
- Son : Mono (RCA Photophone)
- Durée : 8 min
- Langue : (en)
- Pays :  États-Unis

## Voix françaises
- Sylvain Caruso : Donald Duck

## Titre en différentes langues
D'après IMDb :
- Danemark : Anders som hypnotisør
- Finlande : Hypnoosin vallassa, Silmät päässä
- Suède : Kalle Ankas magiska öga, Kalle som hypnotisör